# UBU (アルバム)
『UBU』（ウブ）は、ロックバンドRADWIMPSのボーカル野田洋次郎のソロプロジェクトillionの1枚目のアルバム。2013年2月25日にイギリス・ワーナー・ブラザース・レコードから発売された。本作はイギリスでの先行販売を皮切りに日本を含む9の国と地域でCDが発売された。

## 概要
このアルバムは、イギリス、アイルランド、日本、フランス、ドイツ、オーストリア、スイス、ポーランド、台湾で発売された。
また、iTunes Storeでは100以上の国で配信されている。
日本盤のみボーナストラックとして「HIRUNO HOSHI」が収録されている。
2013年3月17日にillionとしての初ライブがロンドン・シェパーズ・ブッシュ・エンパイアで行われ、19日にはドイツ・ハンブルク、同年5月12日には東京・味の素スタジアムで開催されるロックフェス「TOKYO ROCKS 2013」への出演が決定していたが、3月31日に同フェスの開催中止が発表された。
2013年1月16日、iTunes Storeにて、先行シングル「BRAIN DRAIN」が日英同時リリースされた。当楽曲は2012年12月23日に渋谷とロンドンの街頭ビジョンにて同時公開され、その数時間後にはYouTube上にて再編集された「BRAIN DRAIN -Performed in Abbey Road Studios- (Website ver.)」が48時間限定で公開された。同楽曲はワーナー・ブラザース・レコードにより、SoundCloud上にフルで公開されている。
2月6日には「MAHOROBA」が同ストアで配信限定でリリースされた。なお、同日にYouTubeのオフィシャルアカウント上にてミュージックビデオが公開された。監督は「UBU」のアルバムアートワークや、RADWIMPSの楽曲「シュプレヒコール」でも監督を務めた永戸鉄也が担当、メディアアーティストの真鍋大度も参加し、数ヶ月にわたって作成された。
4月12日、鎌谷聡次郎が監督を務めた「BEEHIVE」のミュージックビデオが公開。映像には野田本人の出演は無く、ドローイングアニメーションを用いた作品となった。
6月21日、シェパーズ・ブッシュ・エンパイアで行われた初ライブの映像がこの日より５週連続で公開された。
7月1日、イギリスにてこのアルバムのアナログ盤発売。5日にはドイツで、9日には日本でも発売された。
9月24日、台湾で発売。
12月21日、『桑田佳祐のやさしい夜遊び』(TOKYO FM)同日放送分の企画「桑田佳祐が選ぶ2013年洋楽ベスト20」で「BRAIN DRAIN」が1位にランクインされる。

## 収録曲
| 全作詞・作曲・編曲: illion。日本語対訳: 網田有紀子、日本語対訳監修: illion。 |                  |        |            |      |
| #                                                                            | タイトル         | 作詞   | 作曲・編曲 | 時間 |
| 1.                                                                           | 「BRAIN DRAIN」  | illion | illion     | 4:28 |
| 2.                                                                           | 「AIWAGUMA」     | illion | illion     | 3:47 |
| 3.                                                                           | 「PLANETARIAN」  | illion | illion     | 4:02 |
| 4.                                                                           | 「MAHOROBA」     | illion | illion     | 4:45 |
| 5.                                                                           | 「BEEHIVE」      | illion | illion     | 3:57 |
| 6.                                                                           | 「DANCE」        | illion | illion     | 4:14 |
| 7.                                                                           | 「γ」            | illion | illion     | 3:25 |
| 8.                                                                           | 「FINGER PRINT」 | illion | illion     | 2:54 |
| 9.                                                                           | 「LYNCH」        | illion | illion     | 3:56 |
| 10.                                                                          | 「UN&DO」        | illion | illion     | 3:20 |
| 11.                                                                          | 「GASSHOW」      | illion | illion     | 3:04 |
| 12.                                                                          | 「INEMURI」      | illion | illion     | 1:08 |
| 13.                                                                          | 「ESPECIALLY」   | illion | illion     | 2:43 |
| 14.                                                                          | 「BIRDIE」       | illion | illion     | 4:03 |
| 合計時間:                                                                    | 合計時間:        | 49:37  |            |      |

| #         | タイトル         | 作詞  | 作曲・編曲 | 時間 |
| --------- | ---------------- | ----- | ---------- | ---- |
| 15.       | 「HIRUNO HOSHI」 |       |            | 3:52 |
| 合計時間: | 合計時間:        | 53:29 |            |      |

## 参加ミュージシャン
- 名越由貴夫 - ギター (#2)
- 亀田誠治 - ベース (#2)
- 四家卯大 - チェロ (#1、#5、#11)
- U-zhaan - タブラ (#2)

## 発売日

### CD
| 国・地域     | 発売日        | レーベル                         |
| ------------ | ------------- | -------------------------------- |
| イギリス     | 2013年2月25日 | ワーナー・ブラザース・レコード   |
| アイルランド | 2013年2月25日 | ワーナー・ミュージック・グループ |
| 日本         | 2013年3月6日  | ワーナーミュージック・ジャパン   |
| フランス     | 2013年3月29日 | ワーナー・ミュージック・グループ |
| ドイツ       | 2013年3月29日 | ワーナー・ミュージック・グループ |
| オーストリア | 2013年3月29日 | ワーナー・ミュージック・グループ |
| スイス       | 2013年3月29日 | ワーナー・ミュージック・グループ |
| ポーランド   | 2013年3月29日 | ワーナー・ミュージック・グループ |
| 台湾         | 2013年9月24日 | ワーナー・ミュージック・グループ |

### アナログ盤
| 国       | 発売日       | レーベル                         |
| -------- | ------------ | -------------------------------- |
| イギリス | 2013年7月1日 | ワーナー・ブラザース・レコード   |
| ドイツ   | 2013年7月5日 | ワーナー・ミュージック・グループ |
| 日本     | 2013年7月9日 | ワーナーミュージック・ジャパン   |